# Бібліотека імені Героїв Небесної Сотні для дітей
Бібліотека імені Героїв Небесної Сотні для дітей — центральна районна бібліотека Оболонського району міста Києва.

## Адреса
04213, м. Київ, проспект Володимира Івасюка, 51-б, телефон (044) 411-65-06.

## Опис
Площа приміщення бібліотеки — 569 м², книжковий фонд — 72,3 тис. примірників. Щорічно обслуговує 5,8 тис. користувачів; кількість відвідувань за рік — 42,0 тис.; книговидач — 133,0 тис. примірників.
Структура: 3 абонементи, 2 читальні зали.
В бібліотеці можна
- стати читачем починаючи з дошкільного віку;
- відвідувати бібліотеку самостійно, а також всім класом, всією сім'єю;
- вибрати книгу за інтересом, одержати літературу з позакласного читання, на допомогу шкільній програмі;
- ознайомитись з новими книгами, газетами, журналами;
- отримати консультацію з будь-яких питань шкільної програми, написати реферат, підготуватися до уроку;
- взяти участь в конкурсах, вікторинах, масових заходах;
- знайти співрозмовників, друзів, поділитися враженнями про прочитане.
В бібліотеці є картотека «Прочитав сам — порекомендуй іншому». Ця картотека складена читачами. Користуючись цією картотекою, юні читачі знають, що читають їх однолітки і самі рекомендують один-одному книжки, які їм сподобалися.
У 1997 році у бібліотеці створено сектор з обслуговування дорослих читачів. Дорослим пропонується можливість користування журналом «Мир ПК» + CD-ROM. Бібліотека здійснює координацію роботи із шкільними бібліотеками мікрорайону. При бібліотеці працює гурток «Чомусик».

## Історія
Бібліотека імені Героїв Небесної Сотні (за совіцької окупації — імені Аркадія Гайдара) для дітей розпочала свою історію через два роки після завершення II Світової війни — 24 липня 1947 року її було відкрито як дитячу бібліотеку в Подільському районі міста Києва у приватному будинку площею лише 28 кв. м. Та вже у жовтні бібліотеку було переведено до іншого двоповерхового будинку — тут вона розмістилася на першому поверсі в приміщенні з трьох кімнат площею 52 кв. м. Другий поверх займала бібліотека імені Івана Франка для дорослих.
У 1953 році бібліотеці для дітей відійшов й другий поверх — тоді вона займала приміщення з п'яти кімнат. Колектив закладу проводив значну роботу по залученню читачів — бібліотека однією з перших запровадила обслуговування читачів методом відкритого доступу до книжкових фондів. Перейняти досвід, сюди приїздили на навчання працівники бібліотек столиці та інших міст країни.
У 1975 році бібліотека стала Центральною районною бібліотекою для дітей, а наступного року на Оболоні, де бурхливо розвивався новий житловий масив столиці, було відкрито її філію.
Початок 1990 року ознаменувала важлива подія — бібліотека справила новосілля на Оболоні (на проспекті Івасюка, 51-Б), у просторому приміщенні площею 518 кв. м. Бібліотека стала Центральною районною бібліотекою для дітей Оболонського району міста Києва. З 1997 року в бібліотеці створено сектор з обслуговування дорослих читачів.
У 2017—2018 роках в бібліотеці був зроблен капитальний ремонт, завдяки якому її приміщення стало сучасним, теплим та затишним. Бібліотека змінилася до невпізнання: світлі комфортні зали, нові меблі, компютери, крісла для читання.
У листопаді 2018 року, за запитом громадськості, постало питання щодо перейменування Центральної районної бібліотеки для дітей Оболонського району м. Києва (через втрату актуальності імені, яке вона носила до цього часу).
Значним для бібліотеки став 2018 рік. У лютому 2018 року бібліотеці було офіційно присвоєно нову назву — Центральна районна бібліотека ім. Героїв Небесної Сотні для дітей. У її стінах, 20 лютого зусиллями Оболонської районної в місті Києві державної адміністрації, відділу культури, туризму та охорони культурної спадщини, дирекції ЦБС Оболонського району міста Києва та громадських активістів, було урочисто відкрито СвітлицюУкраїнської Гідності, експозиція якої присвячсна подіям Майдану 2014 року, Героям Небесної Сотні та Героям АТО/ООС.
В бібліотеці відкрита мистецька галерея «Оболонь — art», в якій виставляються картини відомих художників та початківців.
Сьогодні читачами бібліотеки є діти та керівники дитячим читанням, яких нараховується близько 6500 користувачів. Фонд бібліотеки становить близько 43913 примірників пізнавальної, учбової, художньої літератури
Бібліотека не стоїть осторонь сучасних перетворень та технологій, вона надає безліч послуг своїм читачам — тут можна скористатися комп'ютерною технікою, працювати на власних гаджетах, підключившись до WI-FI, отримувати консультації у електронному вигляді, переглядати мультимедійні презентації, брати участь у творчих проектах, які бібліотечні працівники висвітлюють в соцмережах, зокрема на Facebook, та на порталі ЦБС Оболонського району міста Києва.